# Clio, Alabama
Clio là một thành phố thuộc quận Barbour, tiểu bang Alabama, Hoa Kỳ. Dân số năm 2009 là 2354 người, mật độ đạt 90 người/km².